# Лана Шкргатић
Лана Шкргатић (хрв. Lana Škrgatić; Загреб, 9. новембар 1980) хрватска је музичарка и музички педагог. Професорка је музичке културе на Америчкој међународној школи у Загребу. Музичко образовање је стекла на школама у Лондону и Глазгову. Чланица је женске музичке групе Ц.У.Р.Е. те бивша чланица босанскохерцеговачке рок групе Забрањено пушење.

## Биографија
Шкргатић је рођена и одрасла у Загребу, а школовала се у Уједињеном Краљевству. С навршених пет година кренула је у дечји хор Трешњевачки малишани, а њен таленат убрзо је препознао водитељ групе те јој поверио самостално извођење песме "Бубамаро", која је објављена на њиховом албуму Ми смо дјеца весела 1987. године.
Почела је свирати клавир са шест година, а с 11 година одлази у Лондон где добива стипендију за музичку школу/интернат Прселова школа музике (енгл. Purcell School of Music), те тамо остаје до краја матуре. У то време била је у Лондонском омладинском оркестру (1997–1999). Године 1998. је освојила прво место на клавиру на музичком такмичењу Северног Лондона. Следеће године у Лондону игра улогу Ненси у мјузиклу Оливер Твист. Са 18 година (1999) добива стипендију за музичку академију Краљевску Шкотску Академију за музику и драму (енгл. Royal Scottish Academy of Music and Drama) у Глазгову. За време студија свирала је флауту у Оркестру Глазговске краљевске академије. Дипломирала је 2003. године.
Након студија, Шкргатић се враћа у Загреб где добива ангажман у оркестру збора Позоришта Комедија. У августу 2005. године почиње радити као професорка музичке културе у Америчкој међународној школи у Загребу.
У јануару 2016. године Шкргатић постаје чланица босанскохерцеговачке рок групе Забрањено пушење у којој свира саксофон, флауту, клавијатуре и пева пратећи вокал. Као чланица групе први пут се појавила у музичком споту за песму "Класа оптимист", са албума Радови на цести (2013), који је приказан у лето 2016. године. Шкргатић даје свој допринос ангажманом на њиховом једанаестом студијском албуму Шок и невјерица (2018). У новембру 2019. године Шкргатић је изашла из групе Забрањено пушење и прикључила се женској музичкој групи Ц.У.Р.Е.

## Дискографија
Забрањено пушење
- Шок и невјерица (2018)